# حلقي الهكساديين
تشير التسمية الكيميائية حلقي الهكساديين إلى أحد المركبين المتصاوغين التاليين:
- 3،1-حلقي الهكساديين
- 4،1-حلقي الهكساديين